# Cha Cha Cha
Cha Cha Cha – trzeci i ostatni studyjny album grupy EMF. Zawiera singiel Perfect Day.

## Lista utworów
1. „Perfect Day” – 3:35
2. „La Plage” – 3:44
3. „The Day I Was Born” – 3:50
4. „Secrets” – 3:56
5. „Shining” – 6:10
6. „Bring Me Down” – 4:20
7. „Skin” – 4:22
8. „Slouch” – 2:17
9. „Bleeding You Dry” – 5:20
10. „Patterns” – 3:37
11. „When Will You Come” – 3:39
12. „West Of The Cox” – 4:08
13. „Ballad O’ The Bishop” – 4:09
14. „Glass Smash Jack” – 4:20
15. „Angel (dodatkowy utwór na japońskim wydaniu) - 3:51